# Stade Félix-Bollaert
Stade Félix-Bollaert – stadion piłkarski, położony w mieście Lens, Francja. Oddany został do użytku w 1932 roku. Od tego czasu swoje mecze na tym obiekcie rozgrywa zespół Ligue 1 – RC Lens. Jego pojemność wynosi 41 233 miejsc. Rekordową frekwencję, wynoszącą 48 912 osób, odnotowano w 1992 roku podczas meczu ligowego pomiędzy RC Lens a Olympique Marsylia.